# José José
José José, pseudonimo di José Rómulo Sosa Ortiz (Città del Messico, 17 febbraio 1948 – Miami, 28 settembre 2019), è stato un cantante messicano famoso in tutti i paesi di lingua spagnola. Il suo soprannome era El Príncipe de la Canción (lett. "Il Principe della Canzone").
È considerato uno dei cantanti latini di maggior successo, popolari e importanti nella storia della musica, riuscendo a vendere più di 100 milioni di dischi in tutto il mondo.

## Biografia
José José era figlio di un tenore lirico e di una pianista. Iniziò la sua carriera come musicista in una band di jazz e bossa nova.
Divenne famoso in Messico e in America Latina nel 1970 per la sua voce straordinaria e il talento. Numerosi i suoi successi: El Triste, La Nave del Olvido, Gavilán o Paloma, Amar y Querer, Volcán, O Tu O Yo, Lo que No Fue, No Será, Lo Pasado, Pasado, Almohada, Mientras Llueve, Franqueza, Será, Tu Primera Vez.
Nel 1983 arrivò all'apice della fama con l'album Secretos, disco che avrebbe venduto 10 milioni di copie grazie a diverse fortunate canzoni: Lo dudo, El Amor Acaba, Lágrimas, He Renunciado a Ti, Esta Noche te Voy a Estrenar, Voy a Llenarte Toda, Cuando Vayas Conmigo, Entre Ella y Tú, A Esa.
Durante gli anni ottanta, era considerato il cantante più celebre di tutto il Messico.
Negli anni novanta, José José con i brani Amnesia e 40 y 20 consolidò il suo successo, sebbene incominciasse a perdere la voce a causa del suo alcolismo; voce che poi perderà definitivamente nel 2000. Visse gli ultimi anni a Miami, dove è morto il 28 settembre 2019.

## Discografia

### Album
- 1969 – Cuidado
- 1970 – La nave del olvido
- 1970 – El Triste
- 1971 – Buscando una sonrisa
- 1972 – De pueblo en pueblo
- 1972 – Cuando tú me quieras
- 1973 – Hasta Que Vuelvas
- 1974 – Vive
- 1975 – Tan cerca… Tan lejos
- 1976 – El príncipe
- 1977 – Reencuentro
- 1978 – Volcán
- 1978 – Lo pasado, pasado
- 1979 – Si me dejas ahora
- 1980 – Amor, amor
- 1981 – Romántico
- 1981 – Gracias
- 1982 – Mi vida
- 1983 – Secretos
- 1984 – Reflexiones
- 1985 – Promesas
- 1986 – Siempre contigo
- 1987 – Soy así
- 1989 – ¿Qué es el amor?
- 1990 – En las buenas… y en las malas
- 1992 – 40 y 20
- 1994 – Grandeza mexicana
- 1995 – Mujeriego
- 1998 – Distancia
- 2001 – Tenampa